# Wheels of Steel
| 전문가 평가                      | 전문가 평가 |
| 평가 점수                        | 평가 점수   |
| 출처                             | 점수        |
| -------------------------------- | ----------- |
| AllMusic                         | [ 1 ]       |
| Collector's Guide to Heavy Metal | 8/10        |
| Sputnikmusic                     | [ 3 ]       |

《Wheels of Steel》은 영국의 헤비 메탈 밴드 색슨의 두 번째 스튜디오 음반이다. 1980년 4월 3일에 발매되었고 영국에서 플래티넘 지위에 올랐다.
이 음반은 결국 영국에서 플래티넘의 지위를 얻었고, 영국 음반 차트에 진입한 첫 음반으로, 5위에 정점을 찍었으며, 현재까지 영국 음반 차트에서 가장 높은 순위를 기록한 음반이다.

## 배경
〈747 (Strangers in the Night)〉은 1965년 정전 사태로 뉴욕 여객기가 상승 기류를 유지하게 되면서 스칸디나비아 항공기가 어둠 속에서 케네디 국제공항으로 우회하는 과정을 그린 작품이다.
타이틀곡은 비디오 게임 《그랜드 테프트 오토》와 《브루탈 레전드》에 수록되어 있다. 기타리스트 그레이엄 올리버에 따르면 이 곡은 실제로 테드 뉴전트의 곡 〈Cat Scratch Fever〉에서 영감을 얻었지만, L.A. 건즈의 음반 《Rips the Covers Off》에서 커버했으며 블랙 사바스의 〈Rock 'n' Roll Doctor〉의 외장과 매우 흡사하다.

## 곡 목록
모든 곡들은 비프 바이퍼드, 폴 퀸, 그레이엄 올리버, 스티브 도슨 그리고 피트 길에 의해 작사/작곡하였다.
| #  | 제목                             | 재생 시간 |
| -- | -------------------------------- | --------- |
| 1. | 〈Motorcycle Man〉               | 3:56      |
| 2. | 〈Stand Up and Be Counted〉      | 3:09      |
| 3. | 〈747 (Strangers in the Night)〉 | 4:58      |
| 4. | 〈Wheels of Steel〉              | 5:58      |

| #  | 제목                      | 재생 시간 |
| -- | ------------------------- | --------- |
| 5. | 〈Freeway Mad〉           | 2:41      |
| 6. | 〈See the Light Shining〉 | 4:55      |
| 7. | 〈Street Fighting Gang〉  | 3:12      |
| 8. | 〈Suzie Hold On〉         | 4:34      |
| 9. | 〈Machine Gun〉           | 5:23      |

## 인증
| 국가                       | 인증 | 판매량/출하량 |
| -------------------------- | ---- | ------------- |
| 영국 (BPI)                 | 골드 | 100,000^      |
| ^출하량을 기반으로 한 인증 |      |               |